# Tachardiella argentina
Tachardiella argentina är en insektsart som först beskrevs av Dominguez 1906.  Tachardiella argentina ingår i släktet Tachardiella och familjen Kerriidae. Inga underarter finns listade i Catalogue of Life.